# Та Тху Тхау
Та Тху Тха́у (в'єт. Tạ Thu Thâu; 6 травня 1906 , Сайгон, Кохінхіна  — вересень 1945 , Куангнгай ) — в'єтнамський політик, учасник антиколоніального руху проти французького панування, провідний представник троцькізму у В'єтнамі, засновник перших троцькістських організацій в Індокитаї. Був неодноразово ув'язнений французькою владою за революційну діяльність та відбув понад десятиліття за ґратами, зокрема на каторжних роботах. 
У статті 1930 року, написаній після провалу Єнбайського заколоту, Та Тху Тхау стверджував, що колоніальна буржуазія В'єтнаму занадто залежна від французів і не здатна до справжньої революції, тому лише пролетаріат за підтримки селян може здобути національну й соціальну свободу. Ці ідеї йшли врозріз з позицією сталінізованого Комінтерну, який у 1930-ті роки робив ставку на союз із «прогресивною національною буржуазією» та поетапну (спершу буржуазно-демократичну, а потім соціалістичну) революцію.
У 1945 році, після серпневої революції, був страчений бійцями прокомінтернівського В'єтміню за наказом Хо Ші Міна.

## Життєпис

### Ранні роки та освіта
Та Тху Тхау народився 1906 року в селі Тан Бінь провінції Лонгсюєн (Кохінхіна) у бідній багатодітній родині дрібних селян. В 11-річному віці він втратив матір і змалку поєднував навчання з працею, щоб допомагати батькові утримувати сім'ю з шести дітей. Батько майбутнього революціонера був майстром-столяром, любив класичну літературу та належав до сільської ради старійшин. Завдяки успіхам у навчанні Та Тху Тхау зміг продовжити освіту у французькій колоніальній школі, отримав диплом бакалавра у 1925 році, після чого деякий час працював шкільним учителем у Сайгоні.
Ще юнаком Та Тху Тхау долучився до національно-визвольного руху. У 1925 році він вступив до підпільної партії «Молода Аннам» (фр. Jeune Annam), що боролася проти французького панування та ділилася на дві фракції: буржуазно-націоналістичну й комуністичну. Та Тху Тхау, що тоді був представником першої фракції, брав участь у демонстраціях проти колоніальної влади. У 1926 році молодий активіст організовував масові акції з вимогою амністії для відомого антифранцузького діяча Фан Бой Тяу. Ці виступи стали частиною потужного молодіжного піднесення середини 1920-х років у В'єтнамі. Своє захоплення буржуазно-націоналістичними ідеями в ті роки сам Та Тху Тхау пізніше назвав «відчайдушною мрією юності». Французька адміністрація швидко заборонила «Молоду Аннам» й партія була розгромлена.
Восени 1927 року Та Тху Тхау відбув до Франції для продовження освіти. Він вступив на природничий факультет Паризького університету, проте не завершив навчання, поринувши в політичну діяльність. У Парижі Тху Тхау приєднався до середовища в'єтнамських студентів-націоналістів, став членом Партії незалежності Аннаму (фр. Parti Annamite d’Indépendance) під проводом Нґуєн Тхе Чуєна. Та Тху Тхау редагував студентську газету «Авангард» (фр. Vanguard) та працював у редакції антиколоніального журналу «Резурексьйон». Активність Та Тху Тхау привернула увагу французької влади після того, як він узяв участь у демонстрації біля Єлисейського палацу проти розправи над в'єтнамськими повстанцями. Унаслідок цього у травні 1930 року Та Тху Тхау разом з групою інших в'єтнамських активістів був заарештований та депортований з Франції на батьківщину.

### Повернення до В'єтнаму і підпільна боротьба

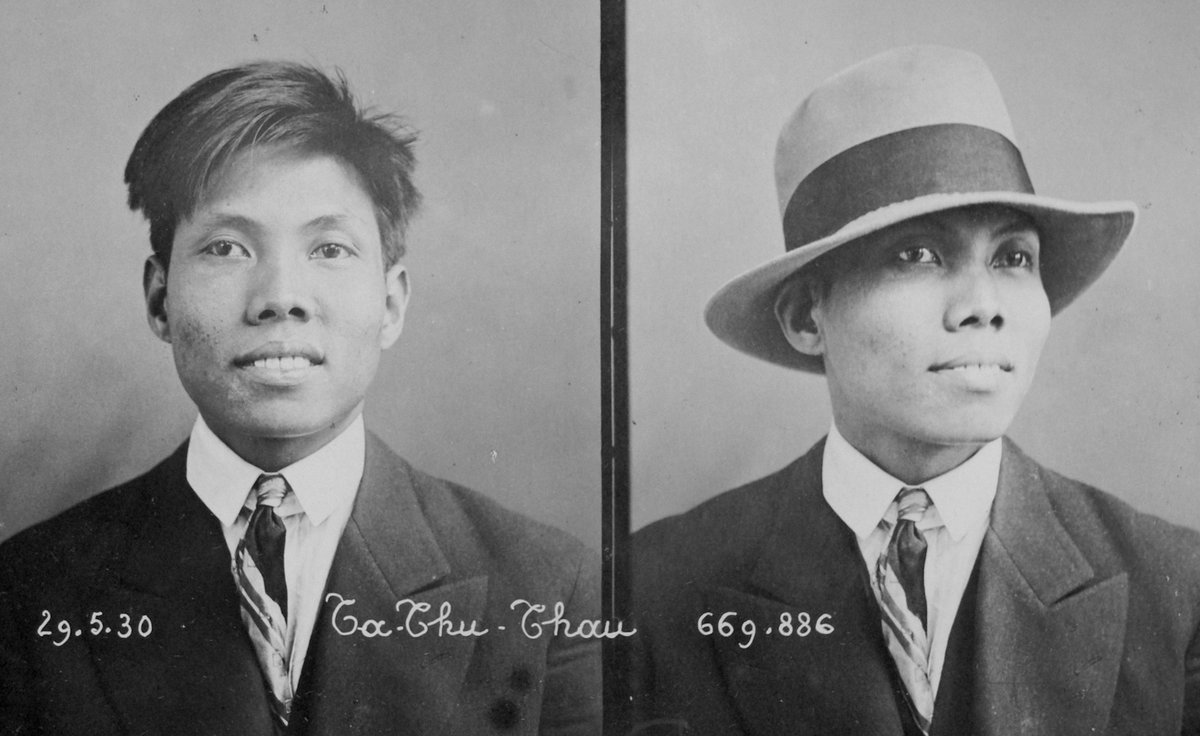
Світлина заарештованого Та Тху Тхау, 1930

Спостерігаючи провал націоналістичного руху (Єнбайський заколот жорстоко придушили французи), Та Тху Тхау відійшов від ідей радикального націоналізму, пройнявшись марксизмом. «Дилема “незалежності або рабства” нині поставлена у ще більш конкретній формі: “соціалізм або націоналізм”», — писав Та Тху Тхау 1930 року. Ще перебуваючи у Франції, Та Тху Тхау познайомився з представниками Лівої опозиції — комуністичної течії, очолюваної Левом Троцьким, на противагу сталіністському керівництву Комінтерну. У 1929 році ветеран французького комуністичного руху Альфред Росмер ввів його до троцькістських кіл. Відтоді Та Тху Тхау присвятив себе організації троцькістського руху в Індокитаї, здобувши репутацію лідера в'єтнамських троцькістів. Повернувшись до В'єтнаму в 1930 році, він негайно включився в підпільну революційну боротьбу. Того ж року Та Тху Тхау зустрівся з губернатором Кохінхіни Жан-Феліксом Краутхаймером і порушив питання щодо дозволу легальної діяльності комуністичної партії, однак отримав відмову.
Наприкінці 1931 року в Сайгоні під керівництвом Та Тху Тхау та його соратників створили підпільну групу «Ліва опозиція» (в'єт. Tả Đối Lập). Ця організація невдовзі поділилася на кілька фракцій. Перша — «Комунізм Індокитаю» (в'єт. Đông Dương Cộng Sản) на чолі з Та Тху Тхау, що видавала газету «Пролетар» (в'єт. Vô Sản). Інша група троцькістів (Хюїнь Ван Фіонґ, Фан Ван Тянь) випускала серію брошур під назвою «Публікації Лівої опозиції», а третя фракція (очолювана Хо Хуу Тіонґом) утворила гурток «Жовтень». Французька влада різко відреагувала на підпільну активність: у 1932 році заарештовано десятки революціонерів. Сам Та Тху Тхау, схоплений 8 серпня 1932 року, постав перед судом разом з іншими троцькістами. Йому вдалося уникнути тривалого терміну — у січні 1933 року його звільнили з попередженням, утім 15 його соратників отримали від 4 місяців до 5 років в'язниці.

### Доба Народного фронту
Після виходу на свободу Та Тху Тхау спробував використати послаблення політичного режиму на початку доби Народного фронту у Франції для легальної боротьби. Разом з групою інших діячів різних ідеологій (троцькістів, марксистів-леніністів і лівих націоналістів) він сформував у 1933 році єдиний «робітничий список» кандидатів на виборах до Сайгонської міської ради. Для підтримки цієї кампанії було засновано франкомовну газету «Боротьба» (в'єт. Tranh Đấu, фр. La Lutte), оскільки в'єтнамськомовна преса суворо цензурувалася. Вибори принесли несподіваний успіх: двох представників від спільного списку (одним із них був троцькіст Тран Ван Тхак) обрали до міської ради Сайгона. Попри анулювання мандатів обраних робітничих депутатів під тиском адміністрації, спільний фронт продовжив діяльність. 1934 року коаліція троцькістів і марксистів-леніністів оформилася як група «Боротьба» — об'єднання для захисту інтересів робітників, в межах якого обидві фракції домовились відкласти в бік ідеологічні суперечки. Газета «Боротьба» відновила регулярний вихід друком у жовтні 1934 року.
У наступні кілька років Та Тху Тхау став помітною фігурою лівого руху в Кохінхіні. У 1935 році він знову балотувався на виборах до міської ради Сайгона і був обраний депутатом. Однак колоніальна влада продовжувала переслідування революціонерів: у червні 1935 року Та Тху Тхау отримав два роки умовно за звинуваченням в організації «підривної преси», у грудні того ж року був заарештований за публічний виступ на підтримку страйкуючих рикшаків (його звільнили наступного дня), а у березні 1936-го суд оштрафував його за випуск газети «Боротьба». Пожвавлення суспільно-політичного життя, пов'язане з приходом у Франції до влади нового уряду, спричинило масові виступи в Індокитаї. Та Тху Тхау узяв активну участь у так званому русі Індокитайського конгресу 1936 року, висуваючи вимоги демократичних свобод і реформ. Коли у вересні 1936 року колоніальна влада заборонила проведення Конгресу, він організував комітет для підготовки петицій до французького уряду. За це Тху Тхау разом з іншими лідерами (включно зі сталіністом Нґуєн Ван Тао та націоналістом Нґуєн Ан Нінем) був ув'язнений; лише після 11-денного голодування їх звільнили у листопаді 1936 року.

### Активізація троцькістського руху

Прапор групи «Боротьба», сформованої довкола однойменної газети

Політичне потепління було недовгим. Уже в 1937 році хвиля страйків і селянських виступів знову накрила Кочінхіну, що викликало репресивну реакцію властей. У травні 1937-го Та Тху Тхау знову потрапив за ґрати, а в липні його засудили до 2 років тюрми. На знак протесту він оголосив голодування і через 12 днів, напівпаралізований, був винесений на ношах до суду у вересні 1937 р.. Йому додали ще один дворічний термін, який частково збігався з попереднім, тож загалом він перебував у в'язниці до початку 1939 року.
Та Тху Тхау продовжував революційну роботу попри нагляд поліції. У 1938 році розкол в'єтнамських сталіністів і троцькістів загострився — за вказівкою Комінтерну, Індокитайська компартія В'єтнаму під проводом Хо Ші Міна розірвала будь-яку співпрацю з Лівою опозицією. Сайгонські троцькісти згуртувалися навколо газети «Боротьба» (в'єт. Tranh Đấu) та підтримали заснування Четвертого Інтернаціоналу. Та Тху Тхау став одним із лідерів нової Партії революційних робітників і селян. На провінційних виборах у Кохінхіні у квітні 1939 року його «робітничо-селянський список» здобув сенсаційну перемогу над конституціоналістами й сталіністським «Демократичним фронтом». Троцькісти провели до колоніальної Ради Кохінхіни трьох депутатів: самого Та Тху Тхау та його соратників Чан Ван Тхака і Фан Ван Хума. Кампанія троцькістів будувалася на різкій критиці намірів французів стягнути з населення «надзвичайний податок на національну оборону» на підготовку до війни, тоді як сталіністська партія в Індокитаї (слідуючи лінії Народного фронту у Франції) підтримала цей податок. Антивоєнна позиція троцькістів викликала невдоволення як колоніальної адміністрації, так і сталіністських кіл. Губернатор Кохінхіни Жуль Бреві відмовився визнати результати виборів 1939 року, оголосивши, що група Та Тху Тхау прагне використати війну для досягнення повної незалежності В'єтнаму, тоді як сталіністи «залишаться лояльними у разі війни».
Після початку Другої світової війни репресії проти всіх течій в'єтнамського визвольного руху посилилися. У вересні 1939 року французька влада заборонила діяльність як Індокитайської компартії, так і троцькістських груп в Індокитаї. Газету «Боротьба» було закрито, а революційні організації розпущено. Та Тху Тхау намагався виїхати за кордон для лікування (в серпні 1939 р. йому дозволили вирушити до Сіаму), але після початку війни його заарештували у жовтні 1939 року і примусово повернули до Сайгона. Навесні 1940 року колоніальний суд засудив Тху Тхау до п'ятьох років тюремного ув'язнення, десятьох років заслання та десятирічної втрати громадянських прав. Покарання він відбував на каторжній острівній тюрмі Пуло-Кондор (Кондао), куди був етапований у жовтні 1940 року. Лише наприкінці 1944 року, після майже п'ятьох років, Та Тху Тхау звільнили із концтабору — формально як політичного в'язня часів Вішистського режиму після визволення Франції.

### Переслідування та загибель

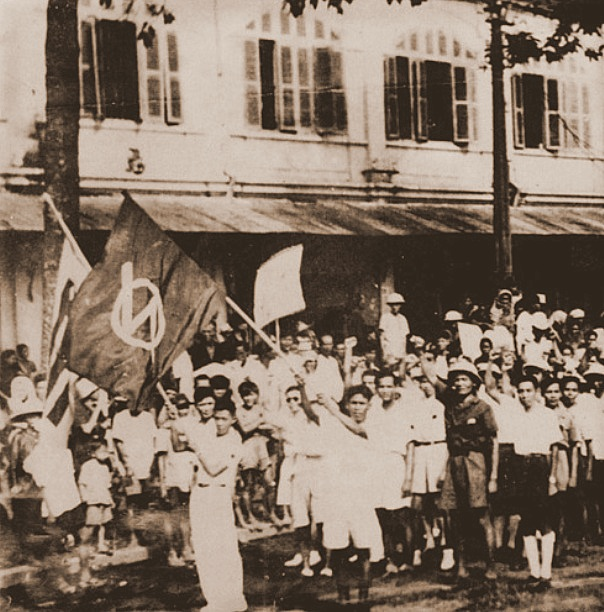
Троцькістська демонстрація у Сайгоні, 1945

9 березня 1945 року японські війська ліквідували владу Франції у В'єтнамі, проголосивши формально незалежну державу під протекторатом Токіо. На тлі колапсу колоніальної адміністрації Та Тху Тхау взявся до організації нової Соціалістичної робітничої партії (в'єт. Đảng Xã Hội Thợ Thuyền). Він встановив зв'язок із товаришами на півночі країни (Тонкін), співпрацював з троцькістським підпіллям у дельті Червоної річки і допоміг заснувати там газету «Боротьба» (в'єт. Chiến Đấu) — друкований орган північнов'єтнамських троцькістів. Після капітуляції Японії в серпні 1945 року В'єтнам охопило революційне піднесення. Хо Ші Мін і його прибічники з В'єтміню швидко захопили владу на більшій частині території, проголосивши 2 вересня 1945 року Демократичну Республіку В'єтнам у Ханої. 
Особисті контакти між Та Тху Тхау і Хо Ші Міном були мінімальними (у 1930-х Хо Ші Мін перебував в еміграції, фактично відійшовши від активної діяльності на батьківщині), однак заочно між ними точилася запекла боротьба за вплив на в'єтнамський революційний рух. У 1939 році, перед війною, коли сталіністи й троцькісти остаточно розійшлися, Хо Ші Мін (під псевдонімом Нґуєн Ай Куок) розіслав з Москви до В'єтнаму листи, де оголосив троцькістів «заклятими шпигунами та зрадниками» на службі у фашистів. Ці інструкції фактично прирікали опозиційних комуністів на знищення. Та Тху Тхау та його товариші, своєю чергою, закидали В'єтміню готовність змиритися з поверненням французьких колонізаторів у разі війни. 
У 1945 році Та Тху Тхау, перебуваючи на півночі, вирішив повернутися до Сайгона, з метою продовжити революційну діяльність у визволеній від французької та японської влади країні. Дорогою на південь він був схоплений загонами В'єтміню у центральній провінції Куангнгай і згодом без суду розстріляний. За одними даними, страта відбулася 14 вересня поблизу міста Куангчі, після того, як «народний трибунал» В'єтміню відмовився визнавати провину відомого революціонера, але комуністичне командування наказало стратити його попри це. Інші джерела зазначають, що Та Тху Тхау загинув на морському узбережжі біля села Мі Кхе (провінція Куангнгай), куди його вивели бійці В'єтміню. 

## Спадщина
Фізичне усунення Та Тху Тхау стало частиною широкої кампанії з ліквідації троцькістського руху у В'єтнамі. Прибічники Хо Ші Міна, ставши новою владою, прагнули монополізувати революцію: за їхнім наказом у вересні й жовтні 1945 року було знищено більшість діячів групи «Боротьба» й інших троцькістських осередків, що діяли на півдні В'єтнаму. Одночасно у Сайгоні французькі колоніальні війська, які за домовленістю союзників почали повертатися у Південний В'єтнам після війни, розстріляли сотні робітників і революційних активістів, зокрема й троцькістів, які очолили народне повстання проти повернення колонізаторів у вересні 1945 року. Троцькістський рух В'єтнаму опинився затиснутим між сталіністським В'єтмінем і французьким імперіалізмом.
Французький лібертарний комуніст Данієль Ґерен згадував, що коли в 1946 році в Парижі він запитав Хо Ші Міна про долю троцькістського лідера Та Тху Тхау, той відповів «без удаваності зворушено»: «Тхау був великим патріотом, і ми сумуємо за ним», — а вже за мить твердо додав: «Втім, усі, хто не дотримуватиметься лінії, яку я окреслив, будуть зламані».
У Сайгоні (тоді у складі Південного В'єтнаму) на честь Та Тху Тхау було названо одну з вулиць, утім після об'єднання країни її було перейменовано. 1974 року у Сайгоні (тоді столиці Південного В'єтнаму) була видана книжка «Революціонер Та Тху Тхау, 1906–1945» (в'єт. Nhà cách mạng Tạ Thu Thâu, 1906–1945), що становила собою одну з перших спроб неупереджено висвітлити його біографію. У сучасному В'єтнамі постать Та Тху Тхау залишається невизнаною офіційно. Історіографія, сформована під впливом ханойського режиму, як правило, замовчує або очорнює роль в'єтнамських троцькістів.
У Європі ім'я Та Тху Тхау було включено до символічної експозиції: 1989 року, до 200-річчя Французької революції, на виставці в паризькому районі Дефанс його портрет і біографію було представлено на «Стіні свободи» серед видатних борців з тиранією. 